# Carolusborg
Fæstningen Carolusborg (også kendt som Carlsborg, nu Cape Coast Castle) var et svensk handelsfort beliggende på den afrikanske Guldkyst i det nuværende Ghana. Allerede tilbage fra 1637 menes der at have ligget en befæstet hollandsk handelsstation af tømmer på stedet. I 1652 grundlagde rostockeren Carlof et fort af tømmer for den svenske konge, året efter ombygget i sten, for at muliggøre svensk handel på det afrikanske kontinent.
Fortet forblev kun i svensk besiddelse indtil 1658 hvor det blev erobret for den danske konge – af selvsamme Carlof som nu var gået i dansk tjeneste, med hjælp af op til 2000 lokale Fetu-krigere. Danskerne blev dog franarret fortet (nu Carlsborg) af hollænderne, overgik siden til Fetuerne, og endte i 1664 engelsk besiddelse, hvorfra det fik det nuværende navn.
Fortet blev hovedsæde for den britiske tilstedeværelse på Guldkysten indtil 19. marts 1877 hvor det tidl. danske Fort Christiansborg i byen Accra blev hovedsæde. Cape Coast Castle fungerede indtil da som udgangspunkt for de britiske militære felttog mod Ashanti-folket, som til sidst ledte til britisk overherredømme over hele Guldkyst-kolonien, i dag kendt som Ghana.
I begyndelsen fungerede det som handelsfort for guld og elfenben, men gradvist blev slavehandelen det dominerende element i handelen. Ofte blev europæiske skydevåben udvekslet for slaverne – som i mange tilfælde var krigsfanger taget i interne konflikter mellem lokale riger. Kasematterne var ofte stuvende fulde mens de ulyksalige fanger ventede i ugevis, nogle gange i månedsvis, på at blive transporteret over Atlanten.
Cape Coast Castle er sammen med andre forter og slotte i Ghana opført på UNESCOs verdensarvsliste på grund af deres vidnesbyrd om den atlantiske guld- og slavehandel.